# Marsilea vera
Marsilea vera là một loài dương xỉ trong họ Marsileaceae. Loài này được Launert mô tả khoa học đầu tiên.